# Eta d'Andròmeda
Eta d'Andròmeda (η Andromedae) és un sistema d'estrelles a la constel·lació d'Andròmeda. Està aproximadament a 243 anys llum de la Terra.

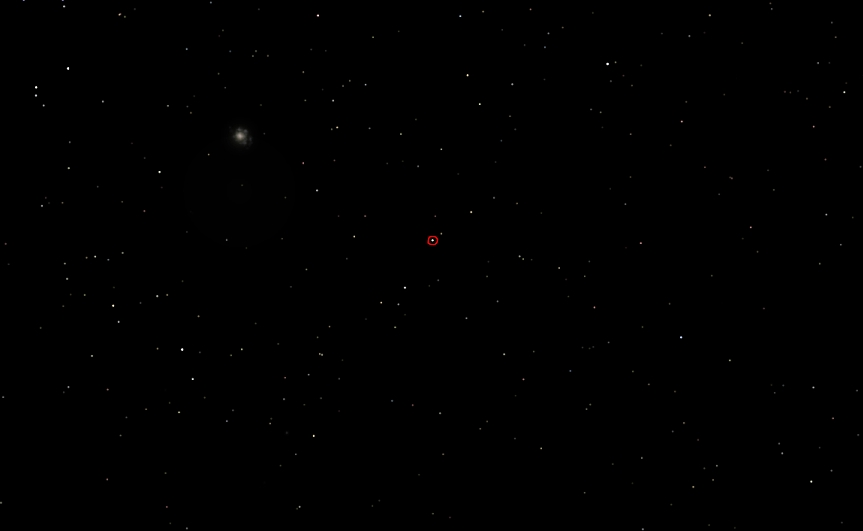
El sistema η Andromedae vist des de la Terra, M 33 al fons

El component primari, η d'Andròmeda A, és una gegant groga del tipus G de la magnitud aparent +4,40. És una binària espectroscòpica amb un període orbital de 115,7 dies. La seva companya, η d'Andròmeda A, està a 133,4 segons d'arc i és de la magnitud aparent +11,5.